# Quatretondeta
Quatretondeta és un municipi del País Valencià a la comarca del Comtat. Antigament denominada Quatredondeta de la Serrella, té 137 habitants (INE 2008)

## Geografia

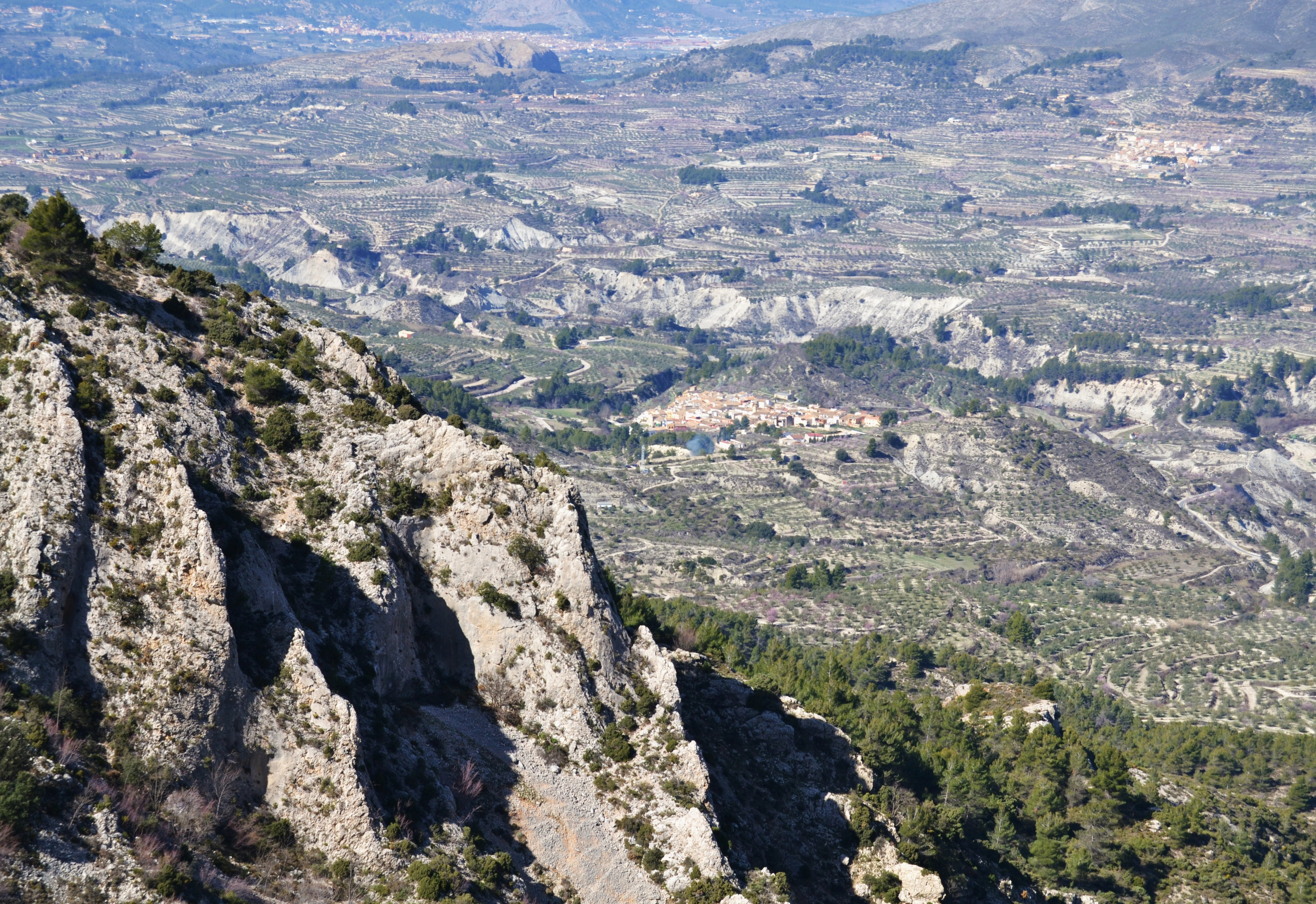
Vista de Quatretondeta i Balones des de la Serrella

Quatretondeta, situada a la vall de Seta, disposa d'una orografia molt abrupta, amb nombrosos barrancs i alts cims, les cotes topogràfiques van des dels 700 m. fins als 1400.
Al seu terme de 16,7 km² es troben els cims de Penya l'Hedra (1.384 m) i Serrella (1.358 m).

## Història
Població que, l'any 1602, estava integrada per 40 famílies de moriscos. Regentaren el senyoriu la família dels Cardona, marquesos de Guadalest, i els Palafox, marquesos d'Ariza. També pertanyé a l'almirall Roger de Llúria. La seua església, annexa a la de Balones, assolí la seua independència el 1786. A principis de segle XX el nombre d'habitants (quatretondans) era de 440, xifra que romangué estacionària fins al 1950. Durant la dècada dels 60-70 arribà a perdre un 30 per cent d'habitants; pèrdua motivada per la mancança de recursos econòmics, la qual cosa va produir l'emigració de la població. El 2002 tenia 169 habitants.

## Alcaldia
Des de 2019 l'alcalde de Quatretondeta és José Reig Cardós de Compromís per Quatretondeta (Compromís).
| Període                       | Alcalde o alcaldessa            | Partit polític | Data de possessió | Observacions |
| ----------------------------- | ------------------------------- | -------------- | ----------------- | ------------ |
| 1979–1983                     | Francisco Picazo Pérez          | UCD            | 19/04/1979        | --           |
| 1983–1987                     | José Enrique Gil Chiquillo      | PSPV-PSOE      | 28/05/1983        | --           |
| 1987–1991                     | Guillermo Pérez Gil             | PSPV-PSOE      | 30/06/1987        | --           |
| 1991–1995                     | Juan Soler Bardisa              | PSPV-PSOE      | 15/06/1991        | --           |
| 1995–1999                     | Vicente García Pérez            | PP             | 17/06/1995        | --           |
| 1999–2003                     | Francisco Picazo Pérez          | PSPV-PSOE      | 03/07/1999        | --           |
| 2003–2007                     | Maria Magdalena Chiquillo Pérez | PSPV-PSOE      | 14/06/2003        | --           |
| 2007–2011                     | Maria Magdalena Chiquillo Pérez | PSPV-PSOE      | 16/06/2007        | --           |
| 2011–2015                     | Jorge García Domènech           | PSPV-PSOE      | 11/06/2011        | --           |
| 2015–2019                     | Silvia Soler Candela            | PP             | 13/06/2015        | --           |
| 2019-2023                     | José Reig Cardós                | Compromís      | 15/06/2019        | --           |
| Des de 2023                   | n/d                             | n/d            | 17/06/2023        | --           |
| Fonts: Generalitat Valenciana |                                 |                |                   |              |

## Llocs d'interès

Església de Santa Anna

- Església de Santa Anna

## Personatges il·lustres
- Matilde Pérez Mollá: primera dona de l'Estat espanyol que ostentà una alcaldia, càrrec al qual accedí el 27 d'octubre de 1924.
- Rafael Pérez i Pérez: prolífic novel·liste oriünd de Quatretondeta, autor d'obres de gènere rosa.